# Monumento natural Loma de León
El Monumento natural Loma de León es un espacio natural protegido localizado en el municipio de Iribarren, perteneciente al estado Lara, Venezuela. Recibió el estatus de monumento nacional el 2 de agosto de 1990. 
El paisaje es semiárido, cabe destacar la atalaya sobre el valle del río Turbio y la ciudad de Barquisimeto, situada a una altura de 1.300 m en un área conocida como Loma de León, formada predominantemente por rocas de cuarcita, al igual que el cerro Negro.

## Flora
Su flora es rica con diferentes pisos vegetales donde pueden observarse endemismos, como el amargoso.

## Fauna
Entre los representantes del reino animal cabe destacar el báquiro, venado matacán, zorro, gato montés, conejo, perdiz, además de algunas especies en peligro de extinción. Protegiendo este entorno se asegura la conservación de los escenarios de monumentos naturales y los cursos de agua que desembocan en las riberas del río Turbio.